# دايسر

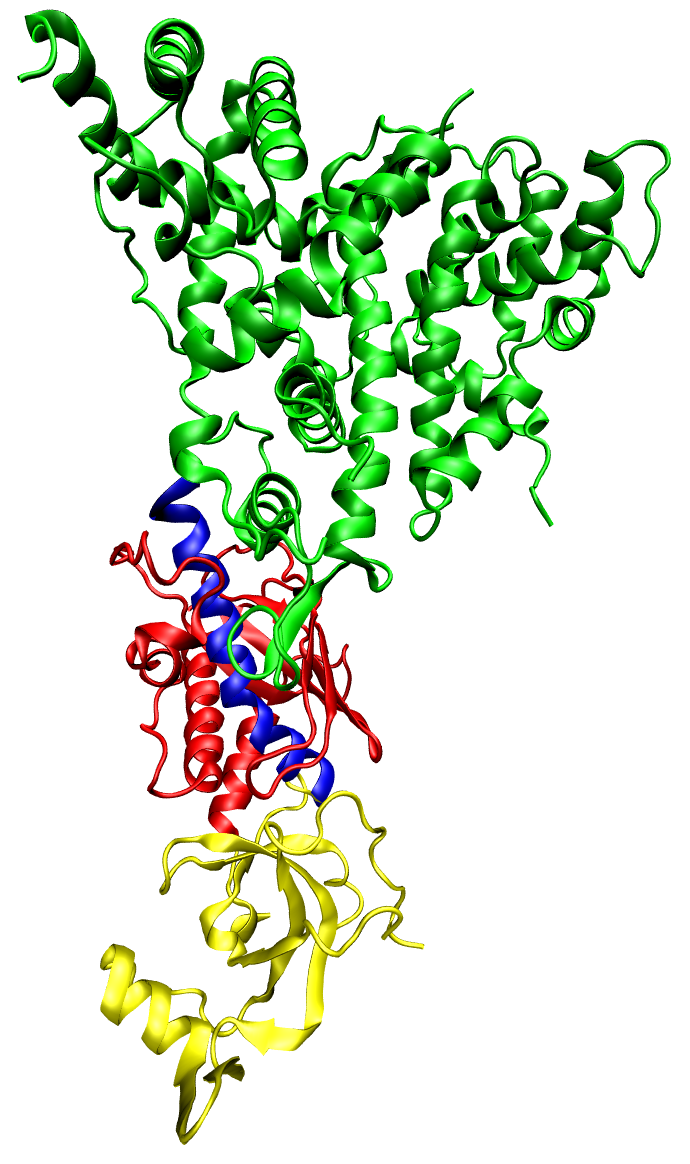
جزيء واحد لبروتين دايسر من جياردية معوية

دايسر (بالإنجليزية: Dicer)‏ هو إنزيم يدخل في تشكيل الميكرو حمض ريبي نووي لدى حقيقيات النوى العليا، لديه أربع مجالات بروتينية.